# Citrofortunella

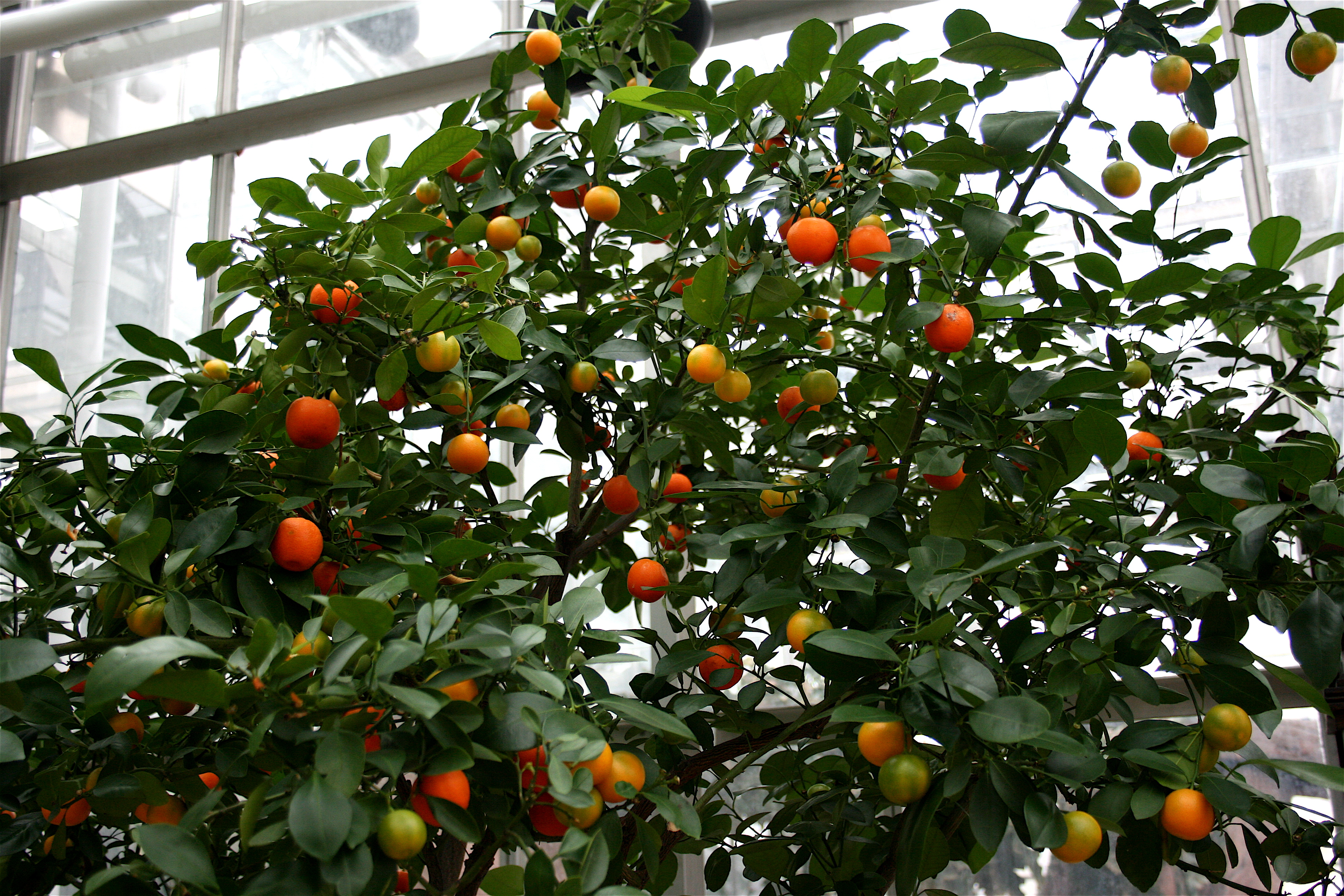
Kalamondin

Cytrokumkwat, citrofortunella (zapis botaniczny: ×Citrofortunella) – grupa istniejących i potencjalnych mieszańców międzyrodzajowych powstałych w wyniku skrzyżowania rodzaju kumkwat (Fortunella) i cytrus (Citrus). Rośliny te są wytrzymalsze i mniejsze niż inne cytrusy, wytwarzają małe kwaśne owoce i dobrze się sprawdzają jako rośliny ozdobne. Obecnie znany jest tylko jeden taki mieszaniec.
Według innych źródeł istnieje więcej takich mieszańców:
- cytrangokwat – poncyria trójlistkowa × kumkwat
- limkwat (limequat, limekwat) – limonka × kumkwat
- kalamondin – mandarynka × kumkwat
- lemonkwat – cytryna × kumkwat
- Musk lime – Kalamondin × kumkwat
- orangequat – pomarańcza × kumkwat